# Siła reakcji podłoża
Siła reakcji podłoża, przeciwdziałanie podłoża (również niezbyt precyzyjnie nazywana siłą sprężystości podłoża) – siła, jaką wywiera podłoże na spoczywające na nim ciało. Siła ta jest reakcją podłoża na nacisk ciała. Obie siły – nacisku i reakcji – z reguły mają taką samą wartość i na poziomej powierzchni równą wartości ciężaru ciała. Ciężar i siła sprężystości działają na to samo ciało i mają przeciwne zwroty, zatem ich suma (siła wypadkowa) jest równa zeru – ciało spoczywa. 
Problem istnienia tej siły powstał gdy Izaak Newton sformułował trzy zasady dynamiki. Pierwsza z nich bowiem zakłada że: „Jeżeli na ciało nie działa żadna siła albo działają siły równoważące się to ciało pozostaje w spoczynku lub porusza się ruchem jednostajnym prostoliniowym.“ Jednak na ciało, które pozostaje w spoczynku leżąc na poziomym podłożu, działa siła grawitacji, a zatem, wedle powyższego prawa, powinno ono poruszać się (przyspieszać). Dzięki temu, iż na to ciało działa druga siła – siła reakcji podłoża – ciało to pozostaje w stanie spoczynku (zgodnie z pierwszą zasadą dynamiki).